# Frank Wild
John Robert Francis Wild detto Frank (Richmondshire, 10 aprile 1873 – Klerksdorp, 19 agosto 1939) è stato un esploratore e navigatore britannico.
Membro poco noto dell'epoca eroica del continente antartico, ha partecipato a cinque missioni organizzate dal Regno Unito e dagli altri paesi del Commonwealth. Era fratello di Ernest Wild.

## Biografia
Nato nel 1873 nel villaggio di Skelton, nella contea di North Yorkshire, all'età di 16 anni entra a far parte della marina mercantile per arruolarsi poi nel 1900 nella Royal Navy. Le numerose spedizioni cui ha partecipato lo hanno portato ed essere, sino a tempi recenti, la persona che ha trascorso più tempo in Antartide. Vista la sua vasta conoscenza delle regioni polari e l'esperienza accumulata è stato definito come la mano destra o il luogotenente di Ernest Henry Shackleton.

### Spedizione Discovery
Nel 1901 si unisce come volontario alla spedizione comandata da Robert Falcon Scott. Sino al 1904 resta a bordo della Discovery occupandosi della manutenzione delle slitte.

### Spedizione Nimrod
Fa parte del team che tenta di raggiungere il Polo sud. Il gruppo non riesce nell'impresa poiché dopo aver superato il ghiacciaio Beardmore, ormai a soli 180 chilometri dall'obiettivo stanchi ed a corto di provviste gli uomini decidono di tornare alla base. Stabiliscono comunque un record, avendo raggiunto 88º 23' sud.

### Spedizione Aurora
Tra il 1911 ed il 1913 partecipa come esperto di slitte alla spedizione Aurora sotto il comando di Douglas Mawson. Egli scrisse di aver conosciuto Wild per la prima volta in Nuova Zelanda, intento a bere in un hotel durante una sosta della spedizione Nimrod. Prende parte anche ad una spedizione nella sino ad allora inesplorata terra della regina Mary.

### Spedizione Endurance

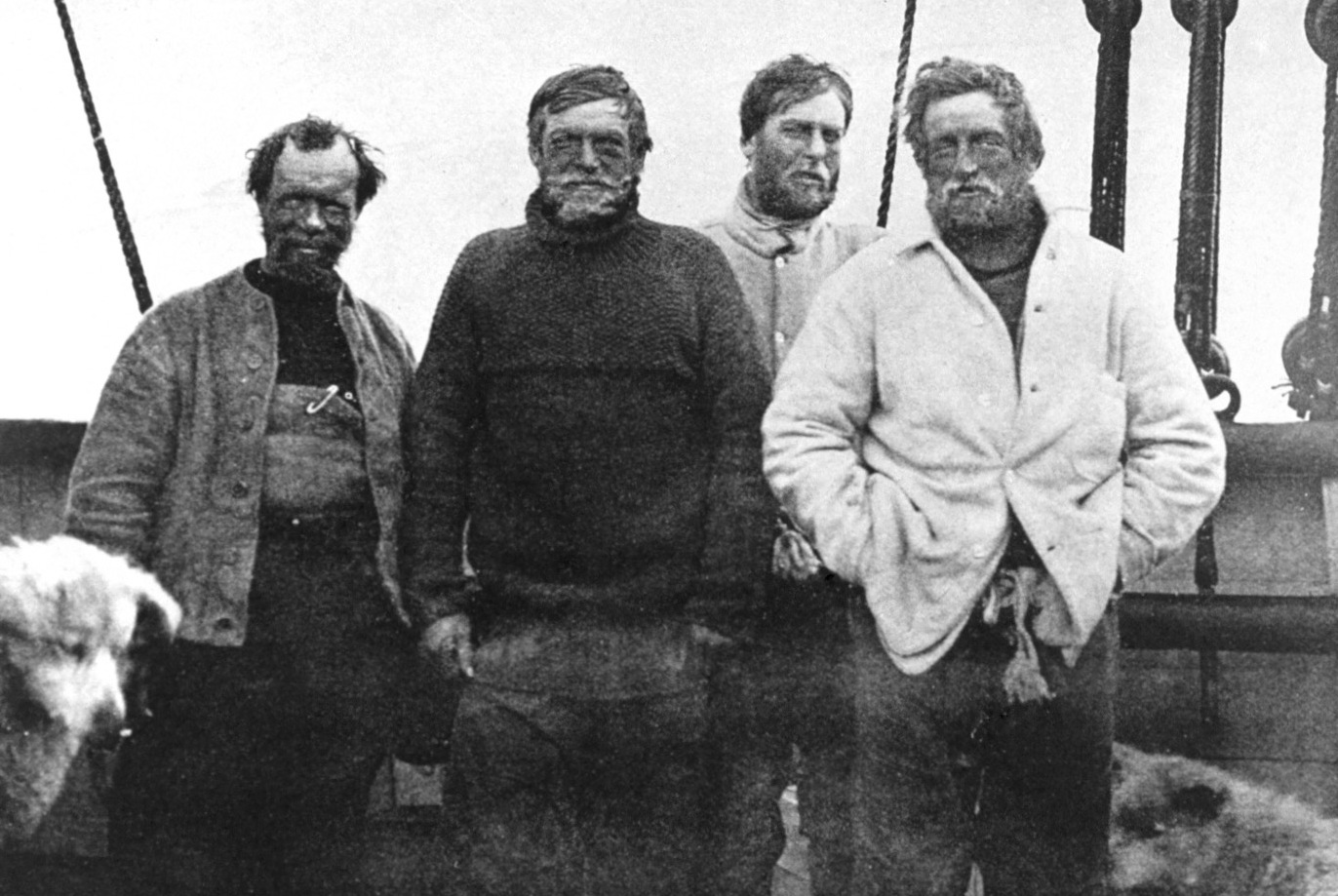
Il gruppo che ha stabilito il Furthest South durante la spedizione Nimrod. Da sinistra a destra Wild, Shackleton, Marshall ed Adams

Shackleton sceglie Wild come suo secondo per la spedizione Endurance che ha come obiettivo la traversata del continente antartico. Wild si fa apprezzare per le sue doti di organizzatore e di trascinatore dopo che la nave Endurance, rimasta intrappolata nella banchisa, viene stritolata dalla pressione del ghiaccio costringendo i 28 membri dell'equipaggio ad una pericolosa traversata del mare congelato sino all'isola dell'Elefante. 
Wild resta sull'isola con 22 uomini mentre 6 (tra cui Ernest Shackleton, Frank Worsley e Tom Crean) salpano a bordo di una della James Caird, una delle scialuppe della Endurance, verso la Georgia del Sud, dove sperano di ricevere aiuto da una base baleniera.
Wild e gli altri rimasti sull'isola attendono dal 24 aprile al 30 agosto 1916 nutrendosi di alghe, foche e pinguini prima di essere soccorsi dallo stesso Shackleton a bordo della nave cilena Yelcho. Dopo il ritorno in Inghilterra, in piena prima guerra mondiale, Wild si arruola nel Royal Naval Volunteer Reserve, prestando servizio in Russia. Alla fine del conflitto si trasferisce in Sudafrica dove diventa contadino.

### Spedizione Quest
Nel 1921 Shackleton chiama ancora Wild per la missione che sta organizzando in Antartide con la nave Quest. Nel 1922 mentre la nave si trovava all'ancora in Georgia del Sud, prima di raggiungere il continente antartico Shackleton muore improvvisamente per un infarto, e Wild assume il comando della nave.
Tornato nella sua fattoria in Sudafrica, Wild muore il 19 agosto 1939, e le sue ceneri vengono seppellite a Grytviken, nella Georgia del Sud, accanto alla tomba di Shackleton.

## Riconoscimenti
Frank Wild ha ricevuto numerosi premi per la sua attività di ricerca geografica e scientifica. È stato inoltre nominato cittadino onorario della città di Londra.
Diversi luoghi antartici portano il suo nome, tra cui Wild Point (o Cabo Wild, in spagnolo) nell'isola Elephant, dove si trova anche un monumento dedicato a Luis Pardo, capitano della Yelcho.